# نیروگاه هسته‌ای انتروسر
نیروگاه هسته‌ای انتروسر (به آلمانی: Kernkraftwerk Unterweser) یک نیروگاه هسته‌ای در آلمان است که در شتادلاند واقع شده‌است.